# 日本の鉄道路線一覧 さ-な行
日本の鉄道路線一覧 さ-な行（にほんのてつどうろせんいちらん さ-なぎょう）は、日本の鉄道路線を五十音順に並べたもののうち、名称がさ・た・な行で始まる路線の一覧である。
| 日本の鉄道路線一覧 | |                 |    |    |
| あ-か行            | さ-な行                                                                                            | は-わ行・英数字 |    |    |
|                    | \| さ \| し \| す \| せ \| そ \| \| た \| ち \| つ \| て \| と \| \| な \| に \| ぬ \| ね \| の \| |                 |    |    |
| 関連項目           | |                 |    |    |
| さ                 | し                                                                                                 | す              | せ | そ |
| た                 | ち                                                                                                 | つ              | て | と |
| な                 | に                                                                                                 | ぬ              | ね | の |

## 凡例
- この一覧では、『鉄道要覧』に記載されている路線名称を正式のものとして記載している。ただし、JRにおいて「○○本線」の名称が使用されている路線は、例外的に『鉄道要覧』とは異なる「本線」表記で記載する。
  - 正式の名称のほか、愛称、通称が設定されているものについても記載した。各事業者により公式に用いられていない名称は原則として記載していないが、ウィキペディア日本語版において記事名となっているものについてはこの限りではない。
  - 現存しない路線や旧名称は記載しないが、現存する路線に対して過去に使用された愛称は便宜上記載している。
  - 固有の運行形態を持たない総称（大津線、日本海縦貫線など）は、記載していない。

- 路線名の後の括弧内は、鉄道事業者ないし軌道事業者として路線を管轄する事業者の名称である。

以下の項目も参照のこと。
- 日本の地域別鉄道路線一覧 - 地域別に並んでいる。
- 日本の廃止鉄道路線一覧 - 廃止された鉄道路線が地域別に並んでいる。

## さ行

### さ
- 埼京線（通称：東日本旅客鉄道）
- 埼玉高速鉄道線（埼玉高速鉄道）
- 埼玉スタジアム線（愛称：埼玉高速鉄道）
- 彩都線（愛称：大阪モノレール）
- 境線（西日本旅客鉄道）
- 堺筋線（通称：大阪市高速電気軌道）
- 嵯峨野線（愛称：西日本旅客鉄道）
- 嵯峨野観光線（嵯峨野観光鉄道）
- 相模線（東日本旅客鉄道・日本貨物鉄道）
- 相模原線（京王電鉄）
- 坂本ケーブル（通称：比叡山鉄道）
- 桜井線（西日本旅客鉄道）
- 桜島線（西日本旅客鉄道・日本貨物鉄道）
- 桜通線（通称：名古屋市交通局）
- 桜町支線（長崎電気軌道）
- 篠栗線（九州旅客鉄道）
- 佐世保線（九州旅客鉄道）
- 札沼線（北海道旅客鉄道）
- 佐野線（東武鉄道）
- 狭山線（西武鉄道）
- 皿倉山ケーブルカー（通称：皿倉登山鉄道）
- 砂原線（通称：北海道旅客鉄道・日本貨物鉄道）
- 参宮線（東海旅客鉄道）
- 山陰本線（西日本旅客鉄道）
- 三岐線（三岐鉄道）
- 三田線（神戸電鉄）
- 桟橋線（とさでん交通）
- 山陽新幹線（西日本旅客鉄道）
- 山陽本線（西日本旅客鉄道・九州旅客鉄道・日本貨物鉄道）

### し
- 支線（富山地方鉄道）
- JR京都線（愛称：西日本旅客鉄道）
- JR神戸線（愛称：西日本旅客鉄道）
- JR宝塚線（愛称：西日本旅客鉄道）
- JR東西線（西日本旅客鉄道・関西高速鉄道）
- JRゆめ咲線（愛称：西日本旅客鉄道）
- 汐見町線（名古屋臨海鉄道）
- 汐見橋線（通称：南海電気鉄道）
- 信楽線（信楽高原鐵道・甲賀市）
- 信貴線（近畿日本鉄道）
- 静岡清水線（静岡鉄道）
- 志度線（高松琴平電気鉄道）
- しなの鉄道線（しなの鉄道・日本貨物鉄道）
- 篠ノ井線（東日本旅客鉄道・日本貨物鉄道）
- 芝山鉄道線（芝山鉄道）
- 志摩線（近畿日本鉄道）
- 島原鉄道線（島原鉄道）
- しまんとグリーンライン（愛称：四国旅客鉄道）
- 十国鋼索線（十国峠）
- 十国峠ケーブルカー（通称：十国峠）
- 十国峠パノラマケーブルカー（通称：十国峠）
- 上越線（東日本旅客鉄道・日本貨物鉄道）
- 上越新幹線（東日本旅客鉄道）
- 上信線（上信電鉄）
- 常総線（関東鉄道）
- 城南線（伊予鉄道）
- 湘南新宿ライン（愛称：東日本旅客鉄道）
- 湘南モノレール（通称：湘南モノレール）
- 城端線（西日本旅客鉄道）
- 常磐線（東日本旅客鉄道・日本貨物鉄道）
  - 常磐快速線（通称：東日本旅客鉄道）
  - 常磐緩行線（通称：東日本旅客鉄道）
- 常磐新線（首都圏新都市鉄道）
- 城北線（東海旅客鉄道・JR東海交通事業）
- 城北線（伊予鉄道）
- 上毛線（上毛電気鉄道）
- 昭和町線（名古屋臨海鉄道）
- 信越本線（東日本旅客鉄道・日本貨物鉄道）
- 新金貨物線（通称：東日本旅客鉄道・日本貨物鉄道）
- 新横浜線（通称：相模鉄道）
- 新横浜線（通称：東急電鉄）
- 新宿線（西武鉄道）
- 新宿線（通称：東京都交通局）
- 新湊線（日本貨物鉄道）
- 新湊港線（万葉線）

### す
- 水郡線（東日本旅客鉄道）
- 水前寺線（熊本市交通局）
- スカイツリーライン（通称：東武鉄道）
- 宿毛線（土佐くろしお鉄道）
- 逗子線（京浜急行電鉄）
- 鈴鹿線（近畿日本鉄道）
- スマイルレール秋田内陸線（愛称：秋田内陸縦貫鉄道）
- 駿豆線（伊豆箱根鉄道）

### せ
- 青函トンネル竜飛斜坑線（青函トンネル記念館）
- 清輝橋線（岡山電気軌道）
- 西神線（神戸市交通局）
- 西神延伸線（神戸市交通局）
- 西神・山手線（愛称：神戸市交通局）
- 西武園線（西武鉄道）
- 西武秩父線（西武鉄道）
- 西武有楽町線（西武鉄道）
- 石勝線（北海道旅客鉄道・日本貨物鉄道）
- 石北本線（北海道旅客鉄道・日本貨物鉄道）
- 世田谷線（東急電鉄）
- 瀬戸線（名古屋鉄道）
- 瀬戸内さざなみ線（愛称：西日本旅客鉄道）
- 瀬戸大橋線（愛称：西日本旅客鉄道・四国旅客鉄道）
- 仙崎支線（通称：西日本旅客鉄道）
- 仙山線（東日本旅客鉄道）
- 仙石線（東日本旅客鉄道・日本貨物鉄道）
- 仙台空港線（仙台空港鉄道）
- 仙台空港アクセス線（愛称：東日本旅客鉄道・仙台空港鉄道）
- 仙台西港線（仙台臨海鉄道）
- 仙台埠頭線（仙台臨海鉄道）
- 千日前線（通称：大阪市高速電気軌道）
- 泉北線（南海電気鉄道）
- 釧網本線（北海道旅客鉄道）
- 千里線（阪急電鉄）

### そ
- 相鉄いずみ野線（相模鉄道）
- 相鉄・JR直通線（通称：東日本旅客鉄道・相模鉄道）
- 相鉄新横浜線（相模鉄道）
- 相鉄・東急直通線（通称：相模鉄道・東急電鉄）
- 相鉄本線（相模鉄道）
- 総武本線（東日本旅客鉄道・日本貨物鉄道）
  - 総武快速線（通称：東日本旅客鉄道）
  - 総武緩行線（通称：東日本旅客鉄道）
- 宗谷本線（北海道旅客鉄道・日本貨物鉄道）
- 外房線（東日本旅客鉄道・日本貨物鉄道）

## た行

### た
- 第一期線（鹿児島市交通局）
- 大師線（京浜急行電鉄）
- 大師線（東武鉄道）
- 大社線（一畑電車）
- 太多線（東海旅客鉄道）
- 第二期線（鹿児島市交通局）
- 大雄山線（伊豆箱根鉄道）
- 多賀線（近江鉄道）
- 高尾線（京王電鉄）
- 高岡軌道線（万葉線）
- 高尾鋼索線（高尾登山電鉄）
- 高尾登山ケーブル（通称：高尾登山電鉄）
- 高崎線（東日本旅客鉄道・日本貨物鉄道）
- 高師浜線（南海電気鉄道）
- 高島線（通称：東日本旅客鉄道・日本貨物鉄道）
- 高浜線（伊予鉄道）
- 高森線（南阿蘇鉄道・南阿蘇鉄道管理機構）
- 高山本線（東海旅客鉄道・西日本旅客鉄道・日本貨物鉄道）
- 宝塚線（通称：西日本旅客鉄道）
- 宝塚線（阪急電鉄）
- 宝塚本線（通称：阪急電鉄）
- 田川線（平成筑豊鉄道）
- 武豊線（東海旅客鉄道・日本貨物鉄道）
- 竹鼻線（名古屋鉄道）
- 太宰府線（西日本鉄道）
- 田崎線（熊本市交通局）
- 田沢湖線（東日本旅客鉄道）
- 只見線（東日本旅客鉄道）
- 辰野支線（通称：東日本旅客鉄道）
- 立山線（富山地方鉄道）
- 立山ケーブルカー（通称：立山黒部貫光）
- 立山トンネルトロリーバス（通称：立山黒部貫光）
- 多奈川線（南海電気鉄道）
- 谷町線（通称：大阪市高速電気軌道）
- 谷山線（鹿児島市交通局）
- 多摩線（小田急電鉄）
- 多摩川線（西武鉄道）
- 多摩川線（通称：東急電鉄）
- 多摩湖線（西武鉄道）
- 多摩都市モノレール線（多摩都市モノレール）
- 垂井線（通称：東海旅客鉄道・日本貨物鉄道）
- 樽見線（樽見鉄道）
- 田原本線（近畿日本鉄道）
- 田んぼ鉄道（愛称：弘南鉄道）

### ち
- 筑肥線（九州旅客鉄道）
- 筑豊電気鉄道線（通称：筑豊電気鉄道）
- 筑豊本線（九州旅客鉄道）
- 智頭線（智頭急行）
- 知多新線（名古屋鉄道）
- 秩父線（通称：西武鉄道）
- 秩父本線（秩父鉄道）
- 築港線（名古屋鉄道）
- 千歳線（北海道旅客鉄道・日本貨物鉄道）
- 千鳥線（神奈川臨海鉄道）
- 千葉線（京成電鉄）
- 千原線（京成電鉄）
- 中央線（通称：大阪市高速電気軌道・大阪港トランスポートシステム）
- 中央本線（東日本旅客鉄道・東海旅客鉄道・日本貨物鉄道）
  - 中央快速線（通称：東日本旅客鉄道）
  - 中央緩行線（通称：東日本旅客鉄道）
  - 中央東線（通称：東日本旅客鉄道）
  - 中央線 (名古屋地区)（東海旅客鉄道）
  - 中央西線（通称：東海旅客鉄道）
- 鳥海山ろく線（由利高原鉄道）
- 銚子電気鉄道線（銚子電気鉄道）
- 千代田線（通称：東京地下鉄）

### つ
- 津軽線（東日本旅客鉄道・日本貨物鉄道）
- 津軽海峡線（旧愛称：東日本旅客鉄道・北海道旅客鉄道）
- 津軽鉄道線（津軽鉄道）
- つくばエクスプレス（愛称：首都圏新都市鉄道）
- 筑波山ケーブルカー（愛称：筑波観光鉄道）
- 筑波山鋼索鉄道線（筑波観光鉄道）
- 津島線（名古屋鉄道）
- 津山線（西日本旅客鉄道）
- 鶴舞線（通称：名古屋市交通局）
- 鶴見線（東日本旅客鉄道・日本貨物鉄道）

### て
- ディズニーリゾートライン（舞浜リゾートライン）
- 鉄道線（遠州鉄道）
- 鉄道線（小田急箱根）
- 田園都市線（東急電鉄）
- 天神大牟田線（西日本鉄道）
- 天理線（近畿日本鉄道）
- 天竜浜名湖線（天竜浜名湖鉄道）

### と
- 東海道新幹線（東海旅客鉄道）
- 東海道本線（東日本旅客鉄道・東海旅客鉄道・西日本旅客鉄道・日本貨物鉄道）
  - 東海道線 (JR東日本)（東日本旅客鉄道）
  - 東海道線 (静岡地区)（東海旅客鉄道）
  - 東海道線 (名古屋地区)（東海旅客鉄道）
  - 東海道貨物線（通称：東日本旅客鉄道・日本貨物鉄道）
- 東金線（東日本旅客鉄道）
- 東急新横浜線（東急電鉄）
- 東急多摩川線（東急電鉄）
- 東京アドベンチャーライン（愛称：東日本旅客鉄道）
- 東京さくらトラム（愛称：東京都交通局）
- 東京モノレール羽田空港線（東京モノレール）
- 東京臨海新交通臨海線（ゆりかもめ）
- 東港線（名古屋臨海鉄道）
- 東西線（京都市交通局）
- 東西線（神戸高速鉄道）
- 東西線（札幌市交通局）
- 東西線（仙台市交通局）
- 東西線（通称：東京地下鉄）
- 東西線（通称：西日本旅客鉄道）
- 東上本線（東武鉄道）
- 東築線（名古屋臨海鉄道）
- 道南いさりび鉄道線（道南いさりび鉄道・日本貨物鉄道）
- 東武アーバンパークライン（愛称：東武鉄道）
- 東部丘陵線（愛知高速交通）
- 東武スカイツリーライン（愛称：東武鉄道）
- 動物園線（京王電鉄）
- 東豊線（札幌市交通局）
- 東北新幹線（東日本旅客鉄道）
- 東北本線（東日本旅客鉄道・日本貨物鉄道）
  - 東北貨物線（通称：東日本旅客鉄道・日本貨物鉄道）
- 道明寺線（近畿日本鉄道）
- 東葉高速線（東葉高速鉄道）
- 東横線（東急電鉄）
- 徳島線（四国旅客鉄道）
- 常滑線（名古屋鉄道）
- 土讃線（四国旅客鉄道）
- 豊島線（西武鉄道）
- 都心線（札幌市交通事業振興公社・札幌市交通局）
- 唐湊線（鹿児島市交通局）
- 鳥羽線（近畿日本鉄道）
- 富山駅南北接続線（富山地方鉄道・富山市）
- 富山港線（富山地方鉄道・富山市）
- 富山都心線（富山地方鉄道・富山市）
- 豊川線（名古屋鉄道）
- 豊田線（名古屋鉄道）
- ドラゴンレール大船渡線（愛称：東日本旅客鉄道）
- 十和田八幡平四季彩ライン（愛称：東日本旅客鉄道）

## な行

### な
- 長尾線（高松琴平電気鉄道）
- 長崎本線（九州旅客鉄道・日本貨物鉄道・佐賀・長崎鉄道管理センター）
- 長野線（近畿日本鉄道）
- 長野線（長野電鉄）
- 中之島線（京阪電気鉄道・中之島高速鉄道）
- 長野新幹線（旧愛称：東日本旅客鉄道）
- 長堀鶴見緑地線（通称：大阪市高速電気軌道）
- 中村線（土佐くろしお鉄道）
- 流山線（流鉄）
- 名古屋線（近畿日本鉄道）
- 名古屋本線（名古屋鉄道）
- 名古屋臨海高速鉄道線（日本貨物鉄道）
- 七尾線（西日本旅客鉄道）
- 七尾線（のと鉄道・西日本旅客鉄道）
- 七隈線（通称：福岡市交通局）
- 奈良線（西日本旅客鉄道）
- 奈良線（近畿日本鉄道）
- 成田線（東日本旅客鉄道・日本貨物鉄道）
- 成田空港線（京成電鉄）
- 成田空港高速鉄道線（成田空港高速鉄道）
- 成田高速鉄道アクセス線（成田高速鉄道アクセス）
- 成田スカイアクセス線（愛称：京成電鉄）
- 鳴門線（四国旅客鉄道）
- 南海本線（南海電気鉄道）
- 南港線（名古屋臨海鉄道）
- 南港ポートタウン線（大阪市高速電気軌道・大阪港トランスポートシステム）
- なんば線（通称：阪神電気鉄道）
- 難波線（近畿日本鉄道）
- 南武線（東日本旅客鉄道・日本貨物鉄道）
- 南武支線（通称：東日本旅客鉄道）
- 南北線（北大阪急行電鉄）
- 南北線（神戸高速鉄道）
- 南北線（札幌市交通局）
- 南北線（仙台市交通局）
- 南北線（通称：東京地下鉄）

### に
- 西尾線（名古屋鉄道）
- 西大阪延伸線（西大阪高速鉄道）
- 西鹿島線（通称：遠州鉄道）
- 錦川清流線（錦川鉄道）
- 西九州線（松浦鉄道）
- 西九州新幹線（九州旅客鉄道）
- 西信貴鋼索線（近畿日本鉄道）
- 西名古屋港線（名古屋臨海高速鉄道）
- 西埠頭線（水島臨海鉄道）
- 日南線（九州旅客鉄道）
- 日光線（東日本旅客鉄道）
- 日光線（東武鉄道）
- 日生線（能勢電鉄）
- 日豊本線（九州旅客鉄道・日本貨物鉄道）
- 日暮里・舎人ライナー（東京都交通局）
- 日本海ひすいライン（えちごトキめき鉄道・日本貨物鉄道）
- ニューシャトル（愛称：埼玉新都市交通）
- ニュートラム（愛称：大阪市高速電気軌道）

### ね
- 根岸線（東日本旅客鉄道・日本貨物鉄道）
- 根室本線（北海道旅客鉄道・日本貨物鉄道）

### の
- 野田線（東武鉄道）